# ŠK Ljubljana
ŠK Ljubljana, pełna nazwa Šahovski klub Ljubljana – słoweński klub szachowy z siedzibą w Lublanie, czterokrotny mistrz kraju, zwycięzca Pucharu Europy kobiet z 2024 roku.

## Historia
Klub powstał w 2013 roku z inicjatywy Duško Pavasoviča, Darji Kapš, Luki Leniča i Jonasa Žnidaršiča. W 2017 roku zespół zadebiutował w Državnej članskej lidze i w swoim inauguracyjnym sezonie zdobył tytuł mistrzowski, pokonując o punkt drugi ŽŠK Maribor. W składzie drużyny znajdowali się wówczas m.in. Robert Markuš, Luka Lenič, Matej Šebenik, Duško Pavasovič, Marko Tratar, Andreas Diermair, Laura Unuk i Darja Kapš. Rok później klub zdobył wicemistrzostwo, a w 2019 roku – drugi tytuł. W 2021 roku klub wygrał ligę krajową. W sezonie 2022 zespół ukończył rozgrywki ligowe na drugim miejscu. W tym samym roku klub wziął udział w Pucharze Europy. Słoweński zespół wygrał wówczas cztery mecze, zremisował dwa i przegrał jeden, a w klasyfikacji końcowej zajął ósme miejsce. W 2023 roku zespół uzyskał mistrzostwo Słowenii. W Pucharze Europy klub ponownie zajął ósme miejsce, z pięcioma zwycięstwami i dwiema porażkami. Sezon 2024 ŠK Ljubljana zakończył na drugim miejscu w krajowych rozgrywkach. Rozgrywki Pucharu Europy zespół ukończył na piątej pozycji, wygrywając pięć meczów, remisując jeden i przegrywając jeden. Klub wygrał natomiast Puchar Europy kobiet, wygrywając w ostatniej rundzie z najwyżej rozstawionym CE Monte-Carlo. Skład drużyny stanowiły wówczas Nana Dzagnidze, Zhu Jiner, Olga Badelka, Laura Unuk i Zala Urh.

## Arcymistrzowie w historii klubu
- Tamás Bánusz[16]
- Jonas Buhl Bjerre[17]
- Jure Borišek[18]
- Ante Brkić[19]
- Andreas Diermair[20]
- Nana Dzagnidze[15]
- Viktor Erdős[19]
- Arjun Erigaisi[21]
- Pentala Harikrishna[19]
- Nodirbek Jakubbojew[17]
- Luka Lenič[4]
- Robert Markuš[4]
- Marija Muzyczuk[22]
- Duško Pavasovič[4]
- Aleksandr Predke[17]
- Borki Predojević[18]
- Markus Ragger[18]
- Nihal Sarin[23]
- Ivan Šarić[18]
- Matej Šebenik[4]
- Samwel Ter-Sahakian[17]
- Marko Tratar[4]
- Andrij Wołokitin[23]
- Zhu Jiner[15]